# Audio Engineering Society
La Audio Engineering Society (AES) è un'associazione fondata nel 1948.

## Caratteristiche
La AES è composta da tecnici, scienziati, ingegneri, fabbricanti e da altre organizzazioni e individui facenti parte dell'industria dell'audio professionale, inclusi cinema, televisione e ogni mezzo di comunicazione che comprenda la produzione audio come sua parte.
L'Audio Engineering Society è l'unica società di professionisti rivolta esclusivamente alla tecnologia audio. Il numero dei suoi membri è notevolmente aumentato a livello mondiale dall'epoca sua fondazione, rendendo sia la società che i suoi membri via via più importanti a livello di immagine.
L'organizzazione sviluppa, revisiona e pubblica standard tecnici per l'industria dell'audio e dei media collegati, e produce le conferenze AES, in programma due volte l'anno in alternanza tra Europa e USA.
La AES pubblica una rivista, il Journal of the Audio Engineering Society (JAES).